# Vera Timanova
Vera Víktorovna Timánova (18 de febrero de 1855, Ufá, Imperio ruso – 22 de febrero de 1942, Leningrado, Unión Soviética) fue una pianista rusa.

## Biografía
Vera Víktorovna Timánova nació en el seno de una familia acomodada el 18 de febrero de 1855 en la ciudad baskiria de Ufá (Rusia, en aquella época Imperio ruso) donde pasó su infancia. Mostró aptitudes musicales a una corta edad y cuando tenía seis años comenzó a recibir clases de piano con profesores locales y realizó su primera interpretación pública con nueve años. Sobre este asunto escribió en su autobiografía «El anuncio del concierto causó un impacto en la ciudad. Las entradas se vendieron rápidamente y gané mi primer millar de rublos. Interpreté el Concierto de Mozart y varias piezas. Fue un completo éxito».
La niña prodigio llamó la atención del compositor Antón Rubinstein, que hablaba muy bien de su potencial. Ambos entablaron una estrecha amistad. La recomendación de Rubinstein permitió a Timanova ser patrocinada por un comerciante local para estudiar en la Escuela Avanzada para Interpretación del Piano de Carl Tausig en Berlín. Posteriormente, Timanova fue alumna de Franz Liszt y se convirtió en una intérprete destacada en Rusia, Francia, Austria, Reino Unido, Alemania y Turquía, a la vez que regresaba periódicamente a Ufá para interpretar; el último de estos viajes fue en 1896.
Entre otros de los destacados admiradores de Timanova se encontraban Aleksandr Borodín y Piotr Ilich Chaikovski, quien le dedicó el Scherzo humoristique, parte de sus Seis piezas para piano, Op. 19 (1873). Además de su amistad con Rubinstein, Timanova también mantuvo una estrecha amistad con el director checo Eduard Nápravník. Su Fantaisie (1881), compuesta para Timanova, es una virtuosa obra de 12 minutos de duración basada en tres canciones populares rusas, incluyendo la conocida Canto de los remeros del Volga.
Timanova volvió de manera definitiva a Rusia en 1907, se estableció en San Petersburgo, donde dio conciertos y clases de piano. En 1907 grabó varias piezas para la piano reproductor Welte-Mignon, incluyendo obras de Liszt, Sergéi Liapunov, Moritz Moszkowski y el complicado Étude en la bemol, Op. 1, n.º 2 atribuido a Paul de Schlözer.
Después de la Revolución de 1917, el sustento económico de Timanova la llevó a ser criticada por las nuevas autoridades bolcheviques, pero le concedieron una pensión de 50 rublos, suficientes para financiar la contratación de una empleada doméstica. Su última actuación pública fue en 1937 cuando tenía 82 años de edad. Murió de hambre durante el Sitio de Leningrado el 22 de febrero de 1942.